# 2104-es mellékút (Magyarország)
A 2104-es számú mellékút egy négy számjegyű mellékút Pest vármegyében, a Gödöllői-dombság nyugati szélén. Két nagyobb város, Vác és Gödöllő összekapcsolásában van fontos szerepe.

## Nyomvonala
A 2-es főútból ágazik ki, annak körülbelül a 32+600-as kilométerszelvényénél, Vác déli részén, délkeleti irányban, települési neve Gödöllői út. Körülbelül 1,7 kilométer után keresztezi a Budapest–Szob-vasútvonalat, majd 2 kilométer után eléri Vác Máriaudvar városrészét és ott keresztezi a Budapest–Vácrátót–Vác-vasútvonalat is. Utóbbi az elkövetkező mintegy öt kilométerre az út mellé simul: az út és a vasút egészen az előbbi 7+300-as kilométerszelvényéig párhuzamosan halad egymással.
Közben az út, a 3+400-as kilométerszelvénye közelében elhalad az M2-es autóút pályatestje alatt, amihez csomóponttal csatlakozik. A csomópont ágai Budapest irányában a 20 414-es, Hont irányában a 20 412-es, Budapest felől letérve a 20 411-es, Hont felől letérve pedig a 20 413-as útszámozást viselik.
Negyedik kilométere előtt átlép Csörög területére, északról határolja a települést, melynek keleti szélén dél felől beletorkollik a 21 112-es számú mellékút. Hat kilométer után lép át Vácrátót közigazgatási területére, majd hamarosan eléri a vasútállomás területét, ahol északról beletorkollik a Vácdukát feltáró 21 113-as számú mellékút. Ezután egy jelentős iránytörése következik: az eddig döntően kelet-délkeleti irányban haladó út dél-délkeletnek fordul, a korábbi irányt majdnem egyenesen tovább folytató útvonal pedig már 2105-ös útként számozódik tovább, ez utóbbi Galgamácsáig tart.
A 2104-es út ezután métereken belül keresztezi a Budapest–Vácrátót–Vác-vasútvonal és az Aszód–Vácrátót-vasútvonal közös szakaszát, majd kiágazik belőle nyugat felé az állomást kiszolgáló 21 323-as számú mellékút. Hamarosan beér Vácrátót lakott területére, ahol a tizedik kilométere közelében elhalad a vácrátóti arborétum bejárata előtt. Körülbelül 11,5 kilométer megtétele után az út átlép Őrbottyán területére, majd méterekre a 14. kilométerétől, a település központjánál keresztezi a 2103-as utat, amely itt körülbelül a 4+600-as kilométerszelvényénél jár. A 15. kilométere környékén lép be Veresegyház területére, a város központját a 17. kilométere közelében éri el. Néhány lépéssel arrébb keresztezi az utat a 2102-es út, amely itt 22,5 kilométer megtételénél tart.
A 18. kilométerénél ismét keresztezi a vasutat, előtte néhány méterrel kiágazik belőle a vasútállomáshoz vezető 21 311-es számú mellékút. A 19. kilométere előtt lép át Szada közigazgatási területére, ahol a 19+500-as kilométerszelvénye közelében ágazik ki belőle dél felé a 21 109-es út, Mogyoród felé. 22 kilométer után lép át Szada területéről Gödöllőre; 23. kilométerénél ágazik ki belőle kelet-északkelet felé a Blaha városrészbe vezető 21 111-es út, elhalad az M3-as autópálya alatt, majd nyugat felől beletorkollik az autópályához összeköttetést biztosító 30 413-as út. Gödöllő központjában ér véget, kb. 25,3 kilométer megtétele után, a 3-as főútba torkollva, pontosan annak 29. kilométerénél.

## Települések az út mentén
- Vác
- Csörög
- Vácrátót
- Őrbottyán
- Veresegyház
- Szada
- Gödöllő

## Története
1934-ben a kereskedelem- és közlekedésügyi miniszter 70 846/1934. számú rendelete a Vác központjától a vácrátóti elágazásig tartó szakaszát harmadrendű főútnak nyilvánította, a Galgamácsáig vezető, mai 2105-ös úttal együtt, 203-as útszámozással. Egy dátum nélküli, feltehetőleg 1950 körül készült térkép ugyanúgy, 203-as útszámmal tünteti fel.